# Pattinaggio di velocità in linea ai Giochi mondiali 2022 - 10000 metri punti a eliminazione femminile
La gara dei 10,000 metri a punti a eliminazione femminile di pattinaggio di velocità in linea ai Giochi mondiali 2022 si è svolta l'8 luglio 2025 a Birmingham.

## Risultati
| Rank | Atleta                                 | Punti | Note |
| ---- | -------------------------------------- | ----- | ---- |
| 1    | Johana Viveros Mondragon               | 19    |      |
| 2    | Gabriela Vargas Sarmiento              | 9     |      |
| 3    | Marine Claire Renee Lefeuvre           | 9     |      |
| 4    | Alejandra Andrea Traslavina Lopez      | 8     |      |
| 5    | Larissa Ursula Gaiser                  | 6     |      |
| 6    | Yung-Chi Yang                          | 5     |      |
| 7    | Angy Anabela Quintero Valera           | 5     |      |
| 8    | Rocio Berber Alt                       | 4     |      |
| 9    | Luisa Sophie Woolaway                  | 2     |      |
| 10   | Valentina Alejandra Letelier Cartagena |       |      |
| –    | Dominika Gardi                         |       | EL   |
| –    | Aarathy Kasturi Raj                    |       | EL   |
| –    | Yuliana Gabriela Abarca Godoy          |       | DNF  |
| –    | Angelica Marisol Diaz Garcia           |       | DNF  |
| –    | Vanessa Natalie Wong                   |       | DNF  |
| –    | Kelsey Renee Rodgers                   |       | DNF  |
| –    | Sofia Serrano Scheibler                |       | DNS  |